# Sudan occidental
El Sudan Occidental és una regió històrica del nord-oest d'Àfrica. Tradicionalment el Sudan occidental anava des de l'oceà Atlàntic fins al llac Txad (a vegades la regió a la zona del llac Txad s'anomenava Sudan central), a l'est del qual era considerat el Sudan oriental. Tot el conjunt era conegut com el Sudan, derivat de bilād as-sūdān (بلاد السودان) que significa "terra dels negres" (en el segle xix es va anomenar a vegades Nigrícia), però quan el nom de Sudan fou adoptat pel que després fou la república del Sudan, el nom de Sudan va substituir el de Sudan oriental mentre la resta del Sudan, progressivament en mans franceses, conservava el nom de Sudan occidental fins que ha estat substituït modernament per Sahel.
El Sudan inclou les conques del rius Senegal i Gàmbia, la del riu Níger i l'altiplà de Futa Djalon (on neix el Níger).